# Francesco Serao
Francesco Serao (San Cipriano d'Aversa, 20 settembre 1702 – Napoli, 5 agosto 1783) è stato un medico, fisico, geologo nonché filosofo e letterato italiano.

## Biografia
Grazie allo zio materno, don Antonio Forno, studiò dai gesuiti a Napoli. Si formò seguendo il pensiero di Cartesio. A diciotto anni si laureò in medicina e a 26 anni vinse il concorso per la cattedra di medicina teoretica che ebbe nel 1727. Nel 1732 fu professore di anatomia, poi di medicina.
Fu membro dell'Accademia Reale o Accademia delle Scienze di Napoli con il suo maestro Niccolò Cirillo e fece parte dell'Accademia delle scienze di Parigi, dell'Accademia di Londra, di quella benedettina di Bologna e di altri importanti consessi scientifici e letterari d'Europa.
Tradusse in italiano le opere mediche di John Pringle; inoltre fu protomedico del Regno di Napoli e medico di re Ferdinando IV. Serao morì nel 1783 e fu seppellito nella chiesa di Monteverginella a Napoli. Michele Arcangelo scrisse un Commentariolus de vita, et scriptis Francisci Serai .

## Opere
- Vita Nicolai Cirilli, 1738
- De suffocatis ad vitam revocandis, 1775
- Consilia medica
- Epistula ad Ioannonem Brunum sulla peste
- De Castrensibus morbis
- Istoria dell'incendio del Vesuvio accaduto nel mese di maggio 1737, Napoli, stamperia di Novello de Bonis, 1738 tradotta anche in francese ed in inglese
- Lezioni accademiche sulla tarantola, 1742
- Saggio di considerazioni anatomiche fatte su di un leone; Descrizione dell'elefante, Osservazioni sopra un fenomeno occorso nell'aprire un cinghiale, Napoli Giuseppe De Bonis, 1766